# Franjo Sornik
Franjo Sornik, gledališki amater,  * 21. avgust 1906, Maribor, † 15. julij 1960, Izola.

## Življenje in delo
Odraščal je v Rušah, kjer je končal osnovno šolo in se izučil za trgovca. Več let je bil trgovski pomočnik in poslovodja, nekaj let je poskušal tudi z lastno trgovino, nato pa se je zaposlil v pisarni v Tovarni dušika Ruše. Med okupacijo je bil izgnan v Beograd, po vojni pa se je vrnil na prejšnje službeno mesto v Rušah, kjer je ostal do 1953, ko se je zaradi bolezni preselil v Izolo.

## Gledališko delo
Tako v Rušah kot Izoli je bil aktiven na področju kulture, zlasti na področju gledališkega dela. V Rušah se je s spodbudo režiserja Tomaža Stanija navezal na gledališko tradicijo Bralnega društva, v okviru katerega je leta 1926 ustanovil mladinski dramski odsek. Obzorje si je širil z obiskovanjem gledaliških predstav v Mariboru, s študijem in z osebnimi stiki (igralec Jože Mlakar, slikar Maks Kavčič). Postal je glavni organizator gledališkega dela v Rušah, zlasti od 1932 naprej, ko je bilo na pobudo Vekoslava Janka zgrajeno letno gledališče. Igre je dramatiziral (npr. Jurčičevega Desetega brata), režiral in tudi igral. Po selitvi v Izolo je tudi tam nadaljeval z gledališkim delom. 
V avli Doma kulture Ruše so mu leta 1961 postavili doprsni kip, ki je delo Gabrijela Kolbiča, po njem se imenuje tudi krajevno društvo Kulturno umetniško društvo Franjo Sornik Smolnik in Amaterski oder Franjo Sornik v Izoli.